# La vedova accorta
La vedova accorta és una òpera en tres actes composta per Ferdinando Bertoni sobre un llibret italià d'Antonio Borghese. S'estrenà al Teatre San Cassiano de Venècia el 1745.	
A Catalunya, s'estrenà el 1751 al Teatre de la Santa Creu.